# Adam von Beichlingen
Adam von Beichlingen (* 1465 auf Schloss Beichlingen; † 24. Juni 1538 auf Burg Krayenburg) war Oberster Kammerrichter am Reichskammergericht in Speyer, Vertrauter des Landgrafen Philipp von Hessen und Obermarschall des Kurfürsten Friedrich III. von Sachsen. 

## Familie
Adam entstammte dem thüringischen Adelsgeschlecht derer von Beichlingen und war der Sohn des Johann II. von Beichlingen († 1485) und dessen Gemahlin Margarethe von Mansfeld († 1468). Seine Schwester Margareta von Beichlingen († 1534) war Fürstäbtissin des Frauenstifts Essen. 1511 heiratete er Katharina von Hessen († 1525), Tochter des Landgrafen Wilhelm I. (1466–1520) von Hessen und dessen Gemahlin Anna von Braunschweig (1460–1520) und Cousine des späteren Landgrafen Philipp von Hessen. Aus der Ehe gingen acht Söhne hervor. Damit schien die Zukunft seines Geschlechts gesichert, aber keiner der Söhne hatte Nachkommen. Als der jüngste Sohn Bartholomäus Friedrich im Jahre 1567 kinderlos verstarb, erlosch das Geschlecht im Mannesstamm.

## Leben
Nach dem Studium der Staatswissenschaften begleitete Adam 1486 den Herzog Albrecht von Sachsen zur Krönung des deutschen Königs Maximilian I. nach Frankfurt und Aachen. 1493 führte ihn zusammen mit dem sächsischen Kurfürsten Friedrich III. eine Pilgerreise nach Palästina, wo er zum Ritter des Ordens vom Heiligen Grab geschlagen wurde. Auf dem Reichstag zu Konstanz im Jahre 1507 erhielt er die Ernennung zum Assessor des Reichskammergerichts, wo er in den Jahren von 1509 bis 1535 (mit Unterbrechung) als Richter tätig war.
1518 wurde er vom Landgrafen Philipp als dessen Rat eingesetzt. 1521 folgte auf dem Wormser Reichstag durch Kaiser Karl V. im Beisein des Landgrafen die Ernennung zum Obersten Kammerrichter des Reichskammergerichts; dieses Amt übte er bis 1535 aus. Im Juni 1523 war er landgräflich-hessischer Gesandter beim Reichstag in Nürnberg.
Die wirtschaftliche Situation der Grafenfamilie Beichlingen verschlechterte sich vom 15. Jahrhundert an zusehends, so dass Adam das Schloss Beichlingen und Teile der Grafschaft am 11. Juni 1519 an  Hans von Werthern verkaufen musste. Das Kaufgeschäft war mit dem Vorbehalt verbunden, dass Adam das Amt des Obermarschalls von Thüringen und einige Lehngüter der Grafschaft erhielt. 1520/1522 erwarb er die Herrschaft Gebese und die Krayenburg, die zum Familiensitz wurde.
Adam von Beichlingen wurde in der St.-Peters-Kirche von Tiefenort beigesetzt.